# موت عرضي

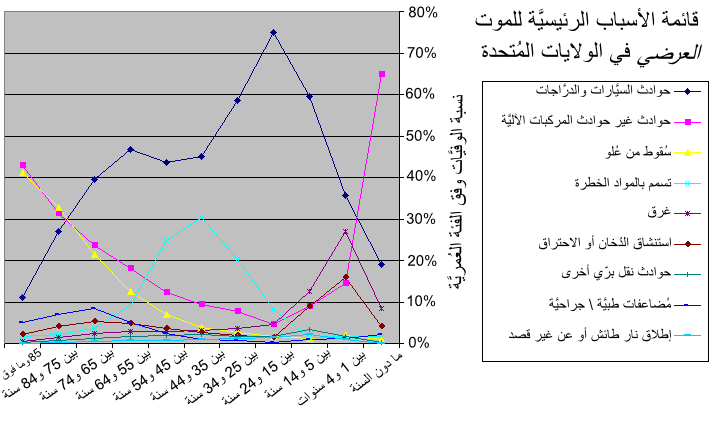
أسباب الوفاة العرضية حسب الفئة العمرية

موت عرضي أو حادث غير مقصود مميت هي حالة وفاة غير طبيعية ناتجة عن حادث مثل: الانزلاق والسقوط أو حادث مروري أو تسمم عرضي، حيث تتميز الوفيات الناتجة عن الحوادث بالوفاة لأسباب طبيعية (مرض) وعن جرائم القتل العمد والانتحار. لا يزال من الممكن اعتبار الموت العرضي جريمة قتل أو انتحار إذا كان الشخص غير المقصود.
لأغراض إجرامية، تصنف جرائم القتل العمد عادة على أنها جريمة قتل. تختلف الاستثناءات مثل الدفاع عن النفس حسب الاختصاص، وفي بعض الحالات، أكد الأشخاص المتهمون بالقتل كدفاع عن النفس أن المتوفى كان بالفعل ضحية لوفاة عرضية بدلاً من فعل متعمد. ومع ذلك، فإن الشخص المسؤول عن وفاة شخص آخر عن طريق الإهمال قد يكون مسؤولًا جنائيًا عن القتل الخطأ، ويكون مسؤولًا مدنيًا عن الموت غير المشروع. يدفع التأمين ضد الوفاة والتقطيع وبوالص التأمين المماثلة فائدة في حالة الوفاة العرضية، مع هذه السياسات، يجب إثبات أن الوفاة المعينة هي في الواقع حادث، وليس انتحارًا متعمدًا أو جريمة قتل (والتي قد تكون تنطوي أيضا على الاحتيال في مجال التأمين).
وقد اقترح أن «الغالبية العظمى من الحوادث ليست حوادث صدفة حقًا، بل حوادث حماقة وإهمال وسوء تقدير بشري». تشير مراكز مكافحة الأمراض واتقائها إلى أنه في الولايات المتحدة في عام 2015، كان هناك 146,571 «وفاة غير مقصودة من الإصابات» في ذلك العام، وهو السبب الرئيسي الرابع للوفاة. من هؤلاء، 47,478 كانوا من التسمم غير المقصود، 37,757 كانوا من حوادث المرور، و 33,381 كانوا من السقوط.
في بعض البلدان، يتم التحقيق في جميع حالات الوفاة العرضية (أو على ما يبدو الوفيات العرضية) من قبل الهيئات الحكومية، وفي بعض الأحيان تقوم الأسرة بإجراء تحقيق خاص. تُجرى التحقيقات في إنجلترا وويلز، على سبيل المثال، في حالات وفاة مفاجئة وغير مبررة، ويتم إجراء تحقيق في حادث مميت بسبب وفاة عرضية في اسكتلندا. يُعاد حكم «الوفاة العرضية» في مثل هذه الحالات عندما لا يكون هناك عامل مساهم من فعل أو إغفال الضحية («الوفاة عن طريق الخطأ») أو عن طريق شخص آخر («القتل غير المشروع»).
إن الوفيات أثناء الحرب بسبب عدم الدقة أو الاستهداف غير الصحيح قد يطلق عليها تعبيرًا جانبيًا عن أضرار جانبية أو نتيجة لنيران صديقة.